# Julen Agirrezabala Astúlez
Julen Agirrezabala Astúlez (nascut el 26 de desembre de 2000) és un futbolista professional basc que juga com a porter al València CF, cedit per l'Athletic Club.

## Carrera de club

### Athletic de Bilbao

#### Joventut
Nascut a Sant Sebastià i criat a la propera Errenteria (ambdues a Guipúscoa, País Basc), Agirrezabala es va incorporar a les categories inferiors d'l'Athletic Club el 2018, procedent d'l'Antiguoko. Va debutar com a sènior amb l'equip infantil durant la temporada 2019-20, a Tercera Divisió.
En el seu debut amb les reserves l'1 de novembre de 2020, Agirrezabala va ser titular i va aturar un penal en una victòria per 3-2 a fora de casa a la Segona Divisió B contra el Club Portugalete. El següent 15 de març, va renovar el seu contracte fins al 2025.

#### Entrada al primer equip
El juny de 2021, Agirrezabala va ser convocat per l'entrenador Marcelino per participar a la pretemporada amb el primer equip. Va debutar amb el primer equip –i a la Lliga– el 16 d'agost, com a titular en un empat a 0 fora de casa contra l'Elx CF.  Va passar la major part d'aquella temporada jugant amb el planter, però va ser seleccionat a la Copa del Rei en lloc de Jokin Ezkieta (el porter titular Unai Simón es va apartar) i va participar en victòries contra el Barça i el Reial Madrid abans que la ratxa s'acabés a les semifinals contra el València. Ezkieta va avançar-se a la temporada 2022-23 i Agirrezabala va esdevenir el principal suplent de Simón a la lliga. Va ser utilitzat de nou a la copa, ja que l'equip va avançar a les semifinals una vegada més, aquesta vegada eliminat per Osasuna.
Agirrezabala va jugar tots els minuts de la ratxa de l'Athletic a la Copa del Rei 2023-24, mantenint la porteria a zero quatre partits, incloent-hi els dos partits de les semifinals contra l'Atlètic de Madrid; a la final contra el RCD Mallorca, la seva sòlida actuació va culminar en aturar un xut de Manu Morlanes a la tanda de penals, cosa que va permetre als bascos aconseguir el trofeu per primera vegada en 40 anys.

#### Cessió al València
L'11 de juliol de 2025, Agirrezabala va fitxar pel València CF per a la temporada 2025-26, amb el València tenint una opció de compra no vinculant al final de la cessió.

## Carrera internacional
L'agost de 2021, Agirrezabala va ser convocat a la selecció espanyola sub-21 per a dos partits de classificació per al Campionat d'Europa sub-21 de la UEFA. El 8 d'octubre va debutar amb la selecció absoluta en una victòria contra Eslovàquia a La Cartuja. El 2 de juny de 2023 va ser convocat per a la final del Campionat sub-21 celebrada a Geòrgia i Romania. En aquest torneig va ser suplent d'Arnau Tenas, però va jugar el tercer partit de la fase de grups contra Ucraïna.

## Palmarès
Athletic de Bilbao
- Copa del Rei: 2023–24[8]

Espanya sub-21
- Subcampió de l'Eurocopa sub-21 de la UEFA: 2023